# Philippe Gaspard Gauckler
Philippe Gaspard Gauckler (* 18. Januar 1826 in Wissembourg (Département Bas-Rhin); † 5. Oktober 1905 in Paris) war ein französischer Tiefbauingenieur.
Gauckler studierte in Straßburg und wurde 1848 Mitglied des Corps des ingénieurs des ponts et chaussées. Für dieses war er u. a. in Marseille, Nancy  und Bordeaux tätig. Einem zweijährigen Spanienaufenthalt folgte eine Verwendung in Colmar, wo er 1868 Ingenieur 1. Klasse wurde. 1881 wurde er Chefingenieur 1. Klasse und Direktor der französischen Staatsbahnen, 1886 wurde er als Inspecteur géneral des Ponts et Chaussées oberster Beamter des Corps.
Nach ihm ist die Gauckler-Manning-Strickler-Formel benannt, eine 1868 von ihm entwickelte Fließformel zur Berechnung der mittleren Geschwindigkeit einer Strömung.
1867 wurde er Ritter der Ehrenlegion, 1871 zum Offizier befördert.
Sein Sohn Paul Gauckler (1866–1911) wurde einer der Archäologiepioniere in Tunesien.